# Castiello de Jaca (kommunhuvudort)
Castiello de Jaca är en kommunhuvudort i Spanien.   Den ligger i provinsen Provincia de Huesca och regionen Aragonien, i den nordöstra delen av landet, 400 km nordost om huvudstaden Madrid. Castiello de Jaca ligger 899 meter över havet och antalet invånare är 212.
Terrängen runt Castiello de Jaca är kuperad åt sydväst, men åt nordost är den bergig. Runt Castiello de Jaca är det ganska glesbefolkat, med 26 invånare per kvadratkilometer. Närmaste större samhälle är Jaca, 6,7 km söder om Castiello de Jaca. Trakten runt Castiello de Jaca består till största delen av jordbruksmark.